# A-384

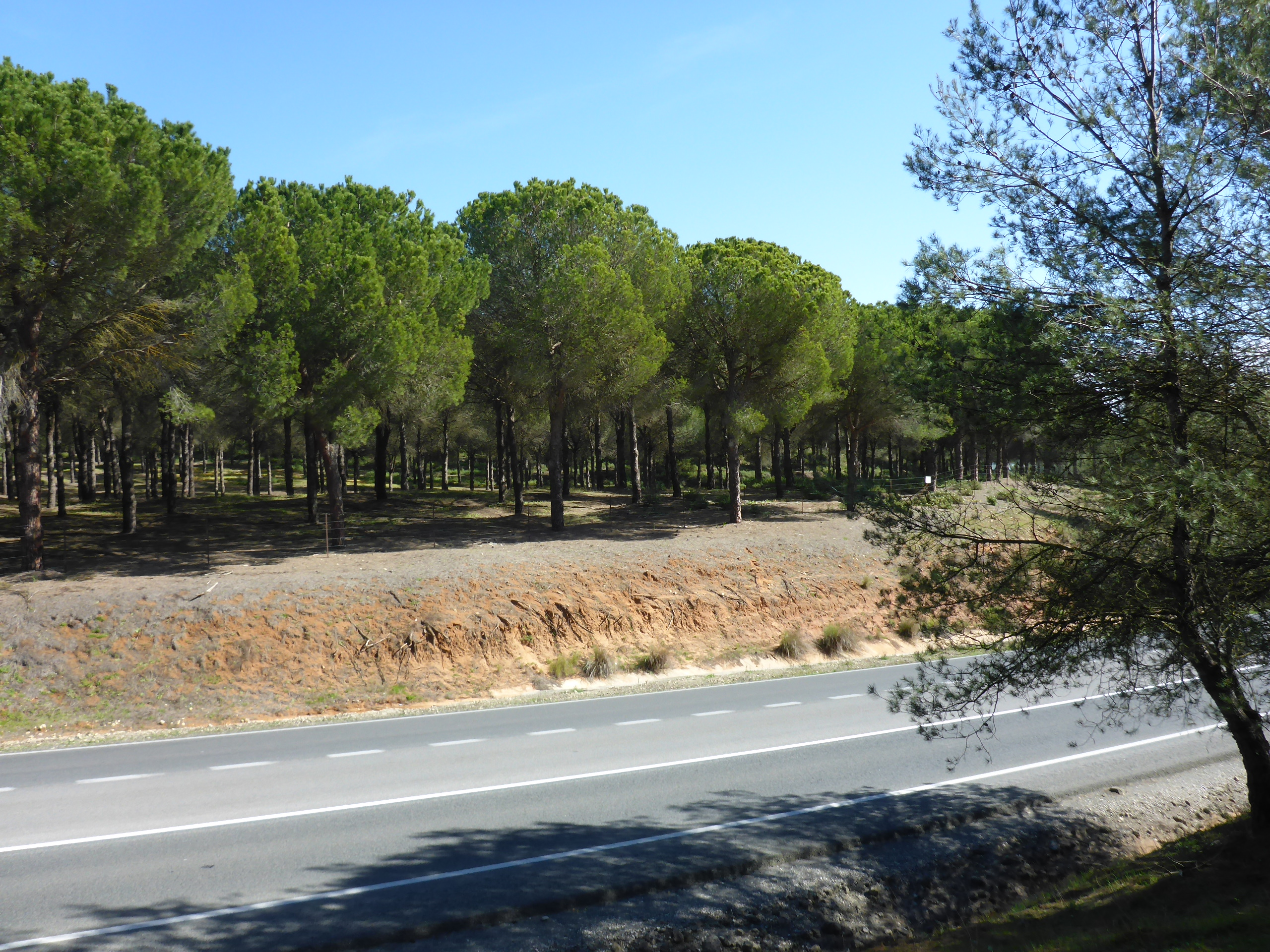
carretera al cruzar el Pinar de Bornos

La A-384 es una carretera autonómica andaluza que une las poblaciones de Arcos de la Frontera (Cádiz) con Antequera (Málaga). Discurre enteramente por dichas dos provincias, confomando así la Ruta de los Pueblos Blancos del interior de las provincias citadas. Pertenece a la Red Básica de Articulación dentro del Catálogo de Carreteras de Andalucía.

## Recorrido

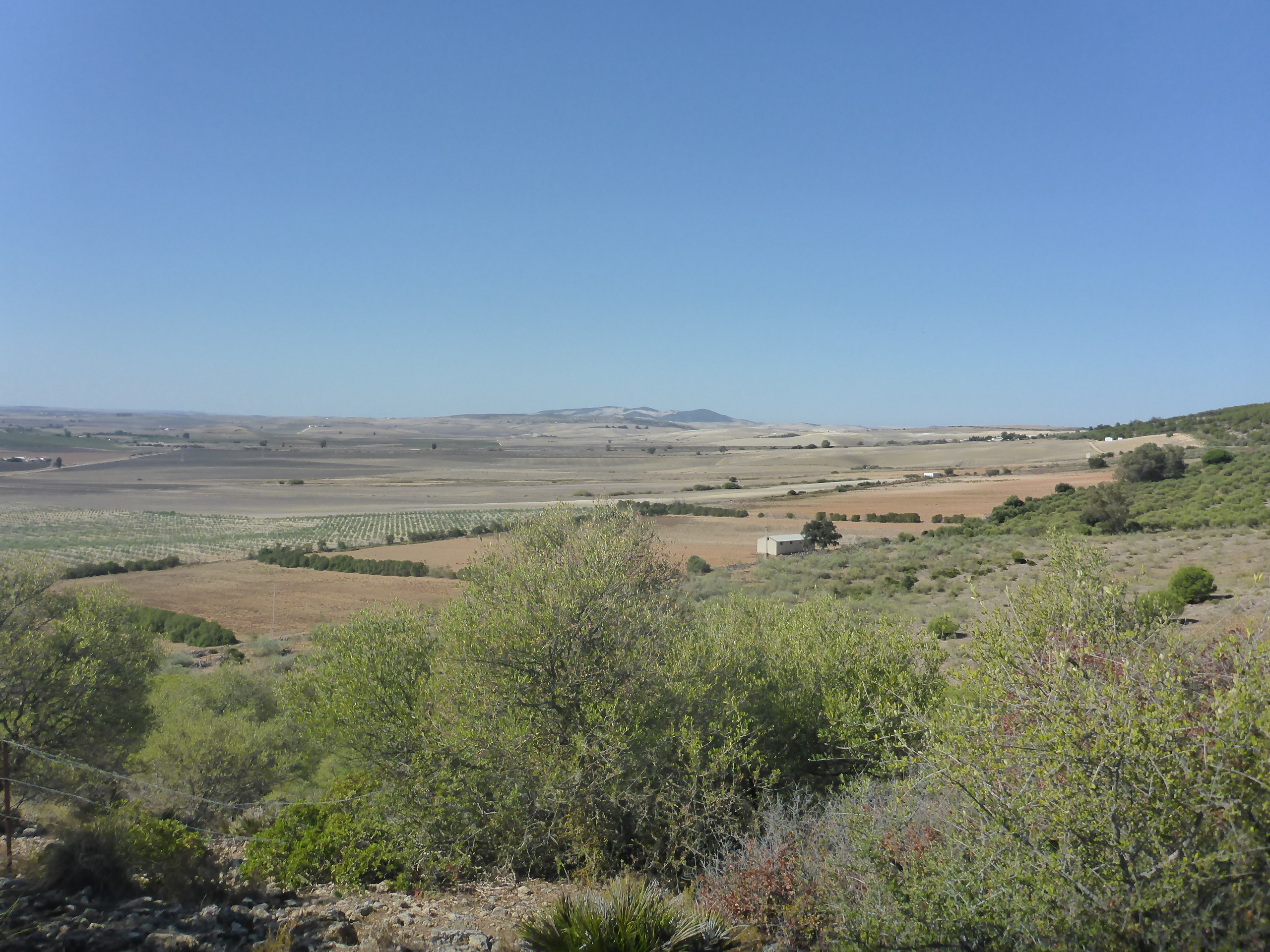
Tramo de carretera de Arcos a Bornos

Localidades recorridas y enlaces:

### Provincia de Cádiz
- Arcos de la Frontera - A-382 a Jerez de la Frontera
- Bornos
- Villamartín - A-373 a Prado del Rey, El Bosque y Ubrique
- Puerto Serrano - A-375 a Utrera y Sevilla
- Algodonales - A-374 a Ronda
- Olvera - A-363 a Pruna y Morón de la Frontera

### Provincia de Málaga
- Almargen - A-451 a Osuna
- Campillos - A-357 a Pizarra, Cártama y Málaga; A-365 a Sierra de Yeguas y La Roda de Andalucía
- Bobadilla
- Estación de Antequera-Santa Ana
- Antequera - A-92 a Granada; A-45 a Córdoba o Málaga

## Historia
Antes de su traspaso a la Junta de Andalucía, el trazado de la A-382 formaba parte de la carretera N-342. Debido a su condición de antigua carretera nacional, y su importancia al ser el eje de comunicación entre el interior de las provincias de Cádiz y Málaga, esta carretera tiene una plataforma ancha y dos amplios arcenes, lo que permite una velocidad de tráfico de 90 km/h.

## Futuro
Actualmente está en fase de conversión en autovía (la autovía autonómica A-382); de este modo, los habitantes de Granada y de la Bahía de Cádiz dispondrán de una conexión por vía de alta capacidad sin necesidad de dar un rodeo por Sevilla, además de vertebrar la Sierra de Cádiz.
| Denominación | Tramo                                | Año servicio / Estado (2024)                               | Longitud (km) |
| ------------ | ------------------------------------ | ---------------------------------------------------------- | ------------- |
| A-384        | Arcos de la Frontera (Este) - Bornos | Proyecto caducado (pendiente actualización nuevo proyecto) | 8             |
| A-384        | Bornos - Algodonales                 | Pendiente nuevo estudio informativo (caducado el anterior) | 38,5          |
| A-384        | Algodonales - Puerto Seco            | Pendiente nuevo estudio informativo (caducado el anterior) | 74,5          |
| A-384        | Puerto Seco - Antequera A-92         | Formalización y redacción de proyecto                      | 9             |